# هریس تیتر
هریس تیتر زنجیره‌ای از سوپرمارکت‌ها به مرکزیت متیوز، کارولینای شمالی، درست در خارج شارلوت است. تا اوت ۲۰۱۲ این زنجیره مالک شبکه‌ای از ۲۱۰ شعبه در ایالات جنوبی: کارولینای شمالی، کارولینای جنوبی، ویرجینیا، جورجیا، تنسی، فلوریدا، مریلند، دلاور و ناحیه کلمبیا بوده است.

## نگارخانه

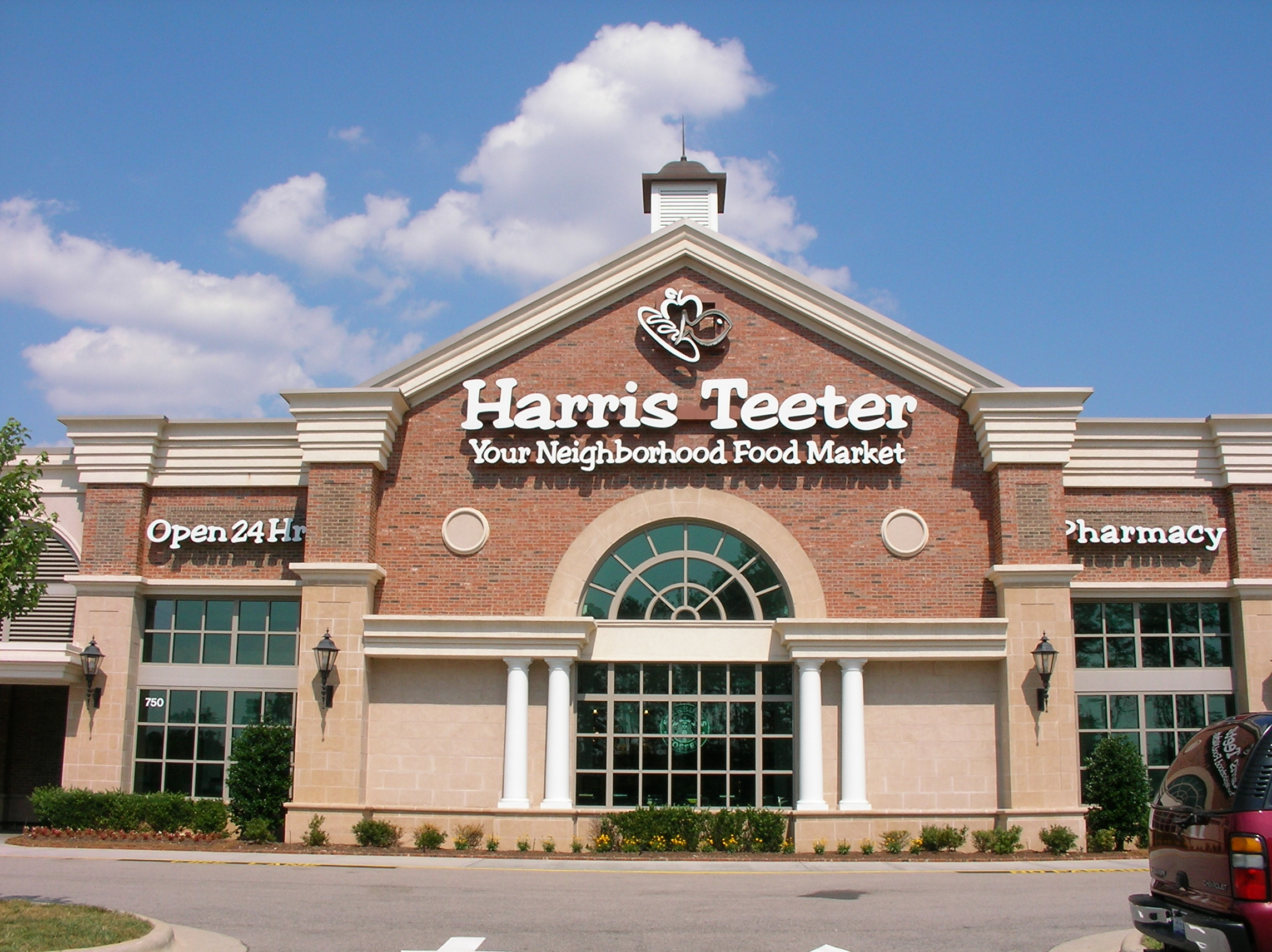
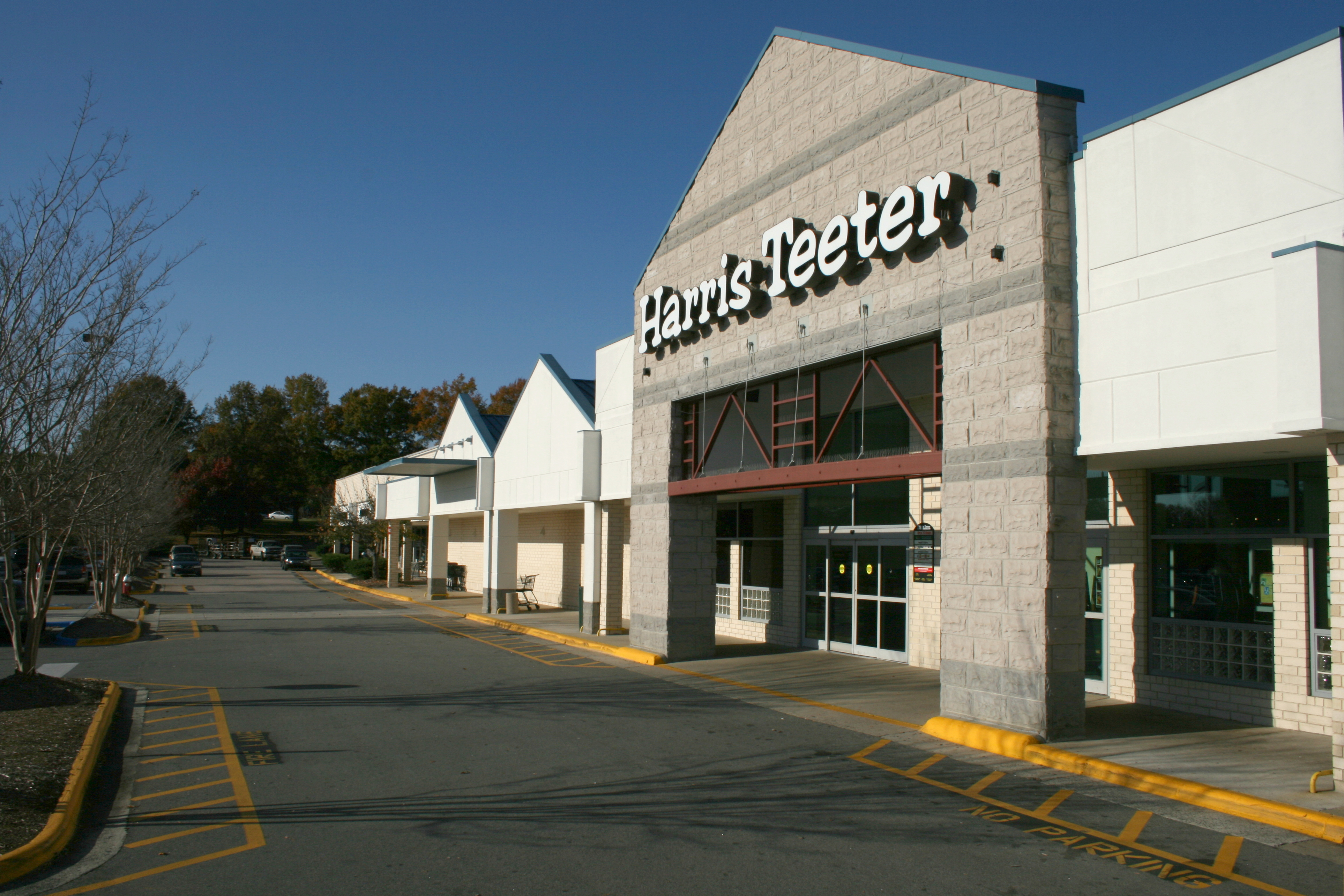
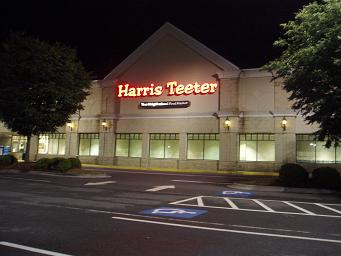
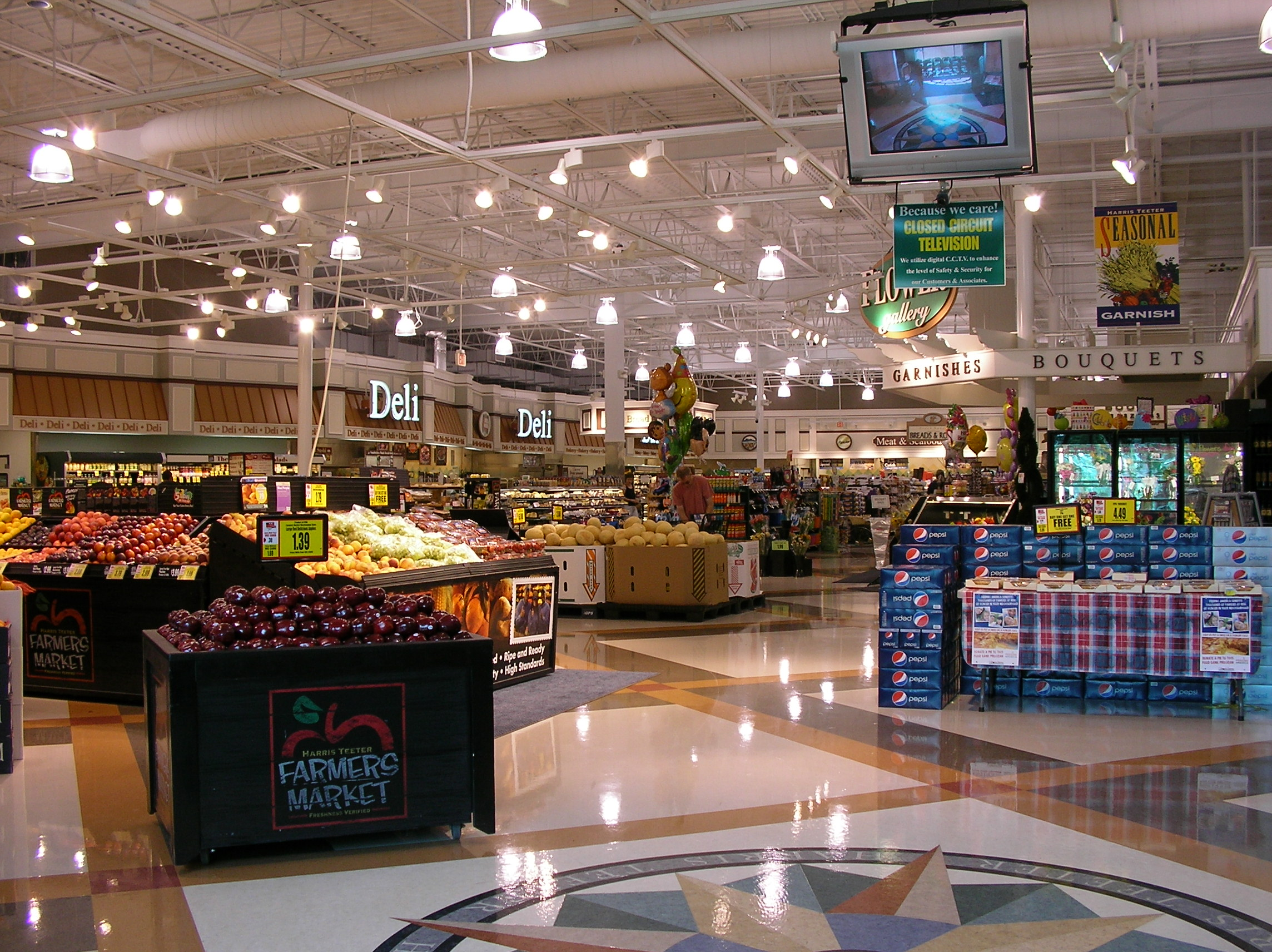
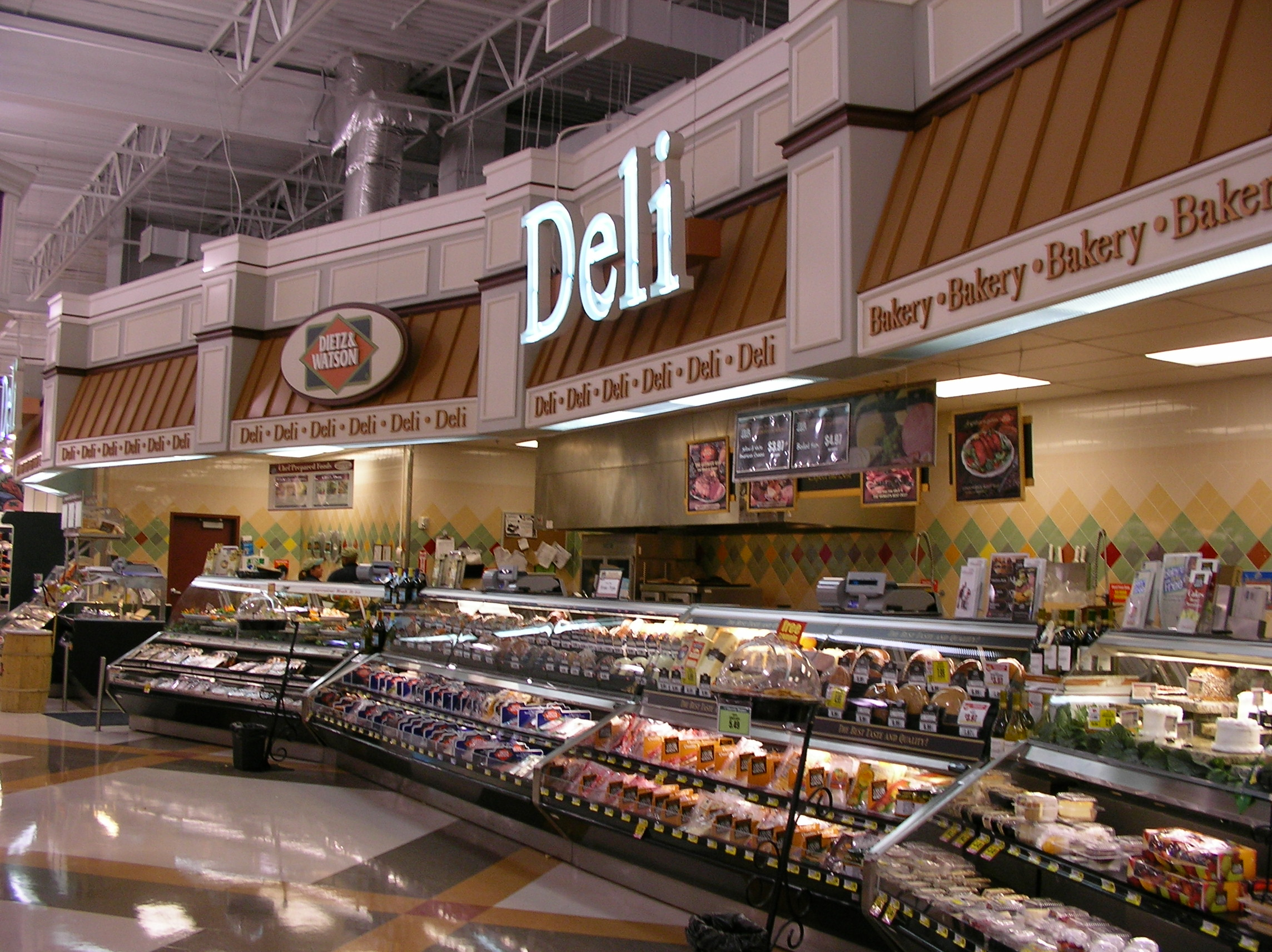